# OdF-Ausschüsse

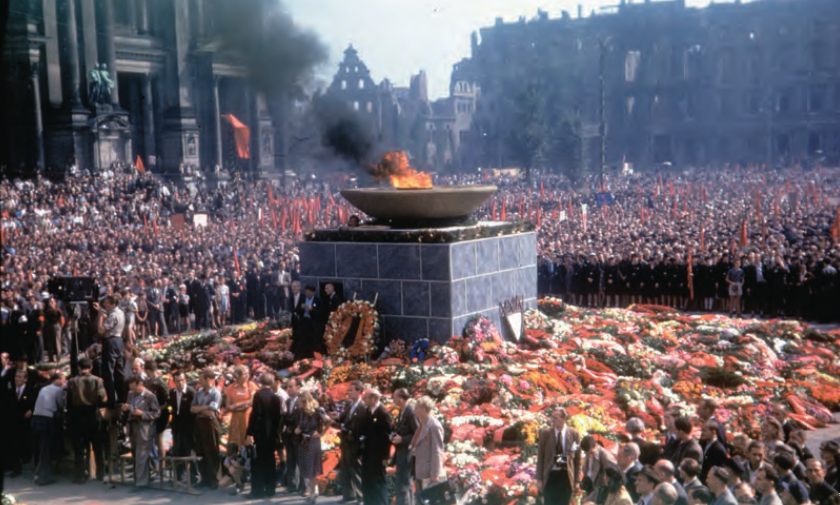
Tag der Opfer des Faschismus im Berliner Lustgarten 1948

Ausschüsse für die Opfer des Faschismus (OdF) wurden nach dem Ende des NS-Regimes in allen vier Besatzungszonen Deutschlands an vielen Orten auf Anordnung der Alliierten gegründet. Überlebende der vom NS-Regime verfolgten politischen, ethnischen, sozialen und religiösen Minderheiten gründeten im Sommer 1945 den Hauptausschuss der Opfer des Faschismus in Berlin. Im September begingen sie erstmals den „Tag der Opfer des Faschismus“. Faschismus war damals ein allgemein akzeptierter Begriff, unter den auch der Nationalsozialismus gerechnet wurde. Im Kontext dieser Aktivitäten entstand 1947 die bis heute bestehende Vereinigung der Verfolgten des Naziregimes – Bund der Antifaschistinnen und Antifaschisten (VVN).
Das Gedenken an die Opfer des NS-Regimes erfolgte in etwa den ersten drei Jahren weitgehend überparteilich und konfessionsübergreifend. Mit dem Beginn des Kalten Krieges aber setzte eine politisch motivierte Teilung des Gedenkens in West und Ost ein. Ab Mitte der 1950er Jahre war es in der Bundesrepublik und in West-Berlin auf ein Gedenken an alle Kriegsopfer („Volkstrauertag“) übergegangen. Der Versuch, den antifaschistischen Gedenktag in der Bundesrepublik zu verbieten, scheiterte zwar zusammen mit dem Verbotsprozess gegen die VVN, aber Begriff und Gedenktag schwanden aus dem öffentlichen Diskurs. In der DDR hingegen wurde der OdF-Tag staatlicher Gedenktag.

## Tag der Opfer des Faschismus
Der Tag der Opfer des Faschismus wurde in der DDR am 14. September begangen. Das Anliegen des Tages war es, der Opfer des Naziterrors zu gedenken und ein freies Deutschland aufzubauen. Er verband „Gedenken und Trauer mit Information und Aufklärung und dem Appell an die Lebenden: ‚Nie wieder Krieg und Faschismus‘. Im Gedenken und in ihrer Trauer fanden Angehörige, Freunde und Kampfgefährten zusammen.“ Im Zentrum der Ehrung standen die ermordeten Widerstandskämpfer. Der Opfer des Holocaust wurde erst in zweiter Linie oder gar nicht gedacht.
Noch vor der deutschen Teilung kamen am 9. September 1945 in zahlreichen Städten Sachsens, in Brandenburg, Weimar, Neumünster, Stuttgart und Berlin Tausende zusammen um die Opfer des Faschismus zu ehren. Im noch zerstörten Berlin waren es rund 100.000 Menschen. 15.000 davon waren selbst Überlebende der Konzentrationslager und größtenteils aus dem Ausland zurückgekehrte Widerstandskämpfer. Der Gedenktag wurde im folgenden Jahr am selben Termin wiederholt und wird seitdem bis heute jeweils am zweiten Sonntag im September begangen. Auf Beschluss des Berliner Magistrats gab es seit 1945 an jedem zweiten Sonntag im September einen Gedenktag für die Opfer des Faschismus, der im Volksmund als OdF-Tag abgekürzt wurde.
In den Nachkriegsjahren war der Tag getragen von Aktivisten aus dem Widerstand. So sprachen im September 1946 in Berlin Werner Haberthür (christlicher Widerstand), Ruthild Hahne (Rote Kapelle), Marion Gräfin Yorck von Wartenburg (Kreisauer Kreis), Erich Ziegler (Heinz-Kapelle-Gruppe), Erich Wichmann (Beppo-Römer-Gruppe), Robert Havemann (Europäische Union), Änne Saefkow (Saefkow-Jacob-Bästlein-Organisation).
Seit der Wiedervereinigung 1990 wird der Gedenktag als Tag der Erinnerung und Mahnung begangen.
In einer Reihe von Orten gibt es heute noch eine „Straße der Opfer des Faschismus“ oder einen „Platz der Opfer des Faschismus“, so in Halberstadt, Halle, Nürnberg, Schwerin und Suhl und beim KZ Mittelbau-Dora.

## Geheime Komitees in den Konzentrationslagern vor der Befreiung
Die ersten Komitees gründeten sich aus den Konzentrationslagern, in denen es organisierten Widerstand gegeben hatte. Insbesondere in Buchenwald, Sachsenhausen und in der V-Waffen-Produktion im Außenlager Dora im Ostharz gab es organisierten Widerstand, dessen Kämpfer auch in großer Zahl überlebt hatten. In osteuropäischen Vernichtungslagern wie Sobibor war fast niemand übriggeblieben, oder die Überlebenden hatten sich in den Kriegswirren zerstreut.
1947 konstituierten sich ehemalige Häftlinge des KZ Buchenwald als Lagerkomitee, ein Jahr später folgten ihrem Beispiel ehemalige Häftlinge aus weiteren Lagern, sowie aus den Strafeinheiten der Wehrmacht (Einheiten „555“ und „999“). Auch ehemalige Spanienkämpfer der Interbrigaden bildeten ein Komitee. Die Komitees waren von der VVN unabhängig, arbeiteten jedoch eng mit dieser zusammen, manche traten ihr auch bei. Zu ihren Aufgaben zählten die Rekonstruktion der Geschichte der Lager und Rekonstruktion des „SS-Bestandes und der Häftlingsfunktionskräfte“, die „Rekonstruktion der Geschichte des Widerstandes“ sowie die Pflege der internationalen Solidarität und Zusammenarbeit. Aus den Komitees, die noch in der Zeit des Nationalsozialismus in den Lagern bestanden, formten sich nach Kriegsende die Ausschüsse der Opfer des Faschismus.

## Ausschüsse und Komitees der Opfer des Faschismus ab 1945
Nach der Befreiung im Mai 1945 versuchten Tausende Häftlinge in ihre Heimatorte oder Wirkungsstätten zurückzukehren. Schon in den ersten April- und Maitagen bildeten sich in vielen Städten spontan Hilfsausschüsse, um die überlebenden Verfolgten mit Nahrung, Kleidung, Schuhwerk, gesundheitlicher Betreuung und Unterkünften zu versorgen. Teils trugen diese den Namen Ausschüsse der Opfer des Faschismus. Ihr Anliegen und ihre Arbeitsweise waren jedoch ähnlich. Neben der Versorgung der KZ-Überlebenden gründeten sich in manchen Orten wie Leipzig auch Anti-Nazi-Beratungskomitees zur Verfolgung der Täter.
Die Ausschüsse wurden von Nazigegnern und befreiten Häftlingen in allen vier Besatzungszonen gebildet. Anfangs wurden sie von den Militärkommandanturen aller vier Besatzungsmächten anerkannt. In der sowjetischen Besatzungszone bereiteten die Ausschüsse die Gründung der späteren Vereinigung der Verfolgten des Naziregimes (VVN) vor, die aus ihnen hervorgehen sollte. In der Nachkriegssituation leisteten die Komitees wichtige Hilfen durch die Bereitstellung von knappen Gütern wie Nahrung, Kleidung und Wohnungen für ihre Mitglieder. Ihnen oblag auch die Überprüfungen der Rechtmäßigkeit der Ansprüche, welche sich oft schwierig gestaltet, da die allermeisten ehemaligen Häftlinge keine offiziellen Papiere erhalten hatten.
Die ehemaligen Verfolgten wurden, sofern möglich, in die Arbeit der Ausschüsse einbezogen und konnten sich so auch wieder politisch organisieren. Hierbei handelte es sich vor allem um politische Häftlinge oder solche, die in den illegalen Lager-Komitees im Untergrund bereits politisch organisiert waren, und ihre politische Arbeit nach Kriegsende wieder öffentlich und legal ausüben konnten.

### Selbstverständnis der Ausschüsse
In ihrem Selbstverständnis waren sich die Ausschüsse einig, dass ihnen eine gesetzlich geregelte Wiedergutmachung zustand, weil das deutsche Volk „tatenlos zugesehen habe, wie Millionen und Abermillionen in die KZ, in die Zuchthäuser, in die Gefängnisse geworfen und durch die Krematorien gejagt wurden“. Zudem forderten die „politische[n] Kämpfer gegenüber den anderen Deutschen als Täter oder Mitläufer“ eine „gesellschaftliche Anerkennung“ als solche.

### Hilfeleistungen an Überlebende
Die ersten einheitlichen Regelungen auf Landesebene wurden in Sachsen am 9. und in Thüringen am 14. September 1945 erlassen. Bis zum Herbst des Jahres 1945 wurden in jeder Stadt und Region unterschiedliche Regelungen erlassen, wer Zugang zu welchen Hilfen der Komitees hatte. In Leipzig beispielsweise erhielt jeder „politische Häftling oder Rasseverfolgte“ eine Geldzahlung von 150 beziehungsweise 75 Reichsmark sowie zahlreiche Sachleistungen. Jeder, der zwei Jahre in Haft verbracht und 1945 befreit worden war, erhielt zudem die Lebensmittelkarte für Schwerarbeiter.
In Berlin erhielten anfangs nur die „aktiven politischen Kämpfer“, die bis zuletzt in Haft waren und hohe Strafen erhalten hatten, den Status Opfer des Faschismus (OdF) und eine Geldzahlung von 450 Reichsmark sowie weitere Hilfen. In Halle waren die Zahlungen nach der Länge der Haftzeit gestaffelt, für sechs Jahre Haft 400 RM, für bis zu 10 Jahre 800 RM, über 10 Jahre 1000 RM.

### Suchdienste zur Verfolgung von NS-Verbrechern
Direkt nach Kriegsende richteten die OdF-Ausschüsse Suchdienste ein. Darin wurden zum einen verschollene Verwandte und Freunde der OdF gesucht. Es wurde aber auch von Beginn an nach ehemaligen KZ-Wärtern, SS-Leuten, Denunzianten, Zuchthauspersonal und Justizangestellten gesucht. In den Zeitungen Die Tat und Unser Appell gab es dafür die Rubriken „Wir suchen“ und „Wer kennt…“.
Daraus wurden Materialien und Aussagen systematisch gesammelt, um Verbrechen gegen die Menschlichkeit, die während der Zeit des Nationalsozialismus geschehen waren, zu sühnen. Die OdF wurden aufgefordert, ihre Richter und Peiniger „namentlich festzumachen, um deren Verbleib feststellen und Anklage erheben zu können“.
Von den ersten 300, die auf diesem Weg namhaft gemacht wurden, konnten 45 gefunden werden. Im Januar 1949 erschien in der Sowjetischen Besatzungszone ein von der VVN herausgegebenes „Fahndungsblatt“ in einer Auflage von 55.000 Stück. Ab den 1950er Jahren wurden regelmäßig Hefte Wer kennt diesen Mann? herausgegeben. Auch gab es einige Hefte mit dem Titel Wer kennt diese Frau? Darin wurde hauptsächlich nach SS- und Gestapo-Leuten gesucht, die der Verbrechen gegen die Menschlichkeit angeklagt waren. Noch 1948 war die Hälfte der SS-Leute aus den Lagern Buchenwald und Sachsenhausen nicht in Haft oder verurteilt, oder wurde mangels Beweisen freigelassen.

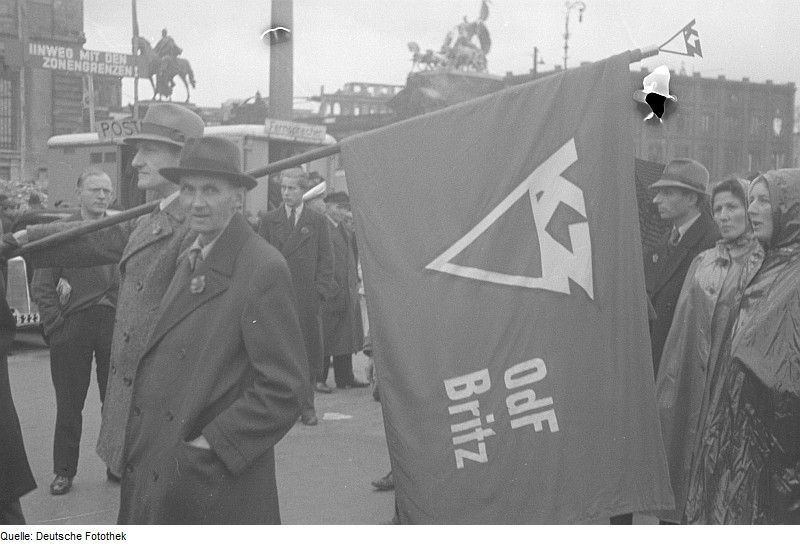
Demonstration von Opfern des Faschismus 1947

Auch gegen VVN-Mitglieder, die in Wahrheit gar keine Opfer des NS-Regimes waren, und gegen Denunzianten unter den OdF, die während der Verfolgung Kameraden verraten hatten, wurde ermittelt. Die OdF arbeiteten dabei eng mit den Entnazifizierungskommissionen und den sowjetischen Sicherheitsorganen zusammen.
Im Zuge der Staatsgründung der DDR kam es zu einer Formalisierung der Ermittlungsabteilungen der anfangs noch informellen Komitees. Diese arbeiteten seit den Anfangsjahren der DDR mit der Hauptverwaltung des Inneren, dem Ministerium für Staatssicherheit und der Volkspolizei, den Parteikontrollkommissionen der SED, den Anklagebehörden in der DDR und auch mit Justizorganen in der Bundesrepublik zusammen.

### Aktion „Rettet die Kinder“
Im Winter 1945 rief der Berliner Ausschuss der OdF zu einer Sammlung von Kleidung, Spielzeug und Geldspenden für die Versorgung aller Kinder der Stadt auf. In Berlin wurden dabei 6 Millionen Reichsmark gesammelt. Dabei wurde explizit kein Unterschied gemacht, ob die Eltern Nazis gewesen waren oder nicht, um so ein Zeichen der Versöhnung zu setzen.

### Errichtung der ersten Gedenkstätten

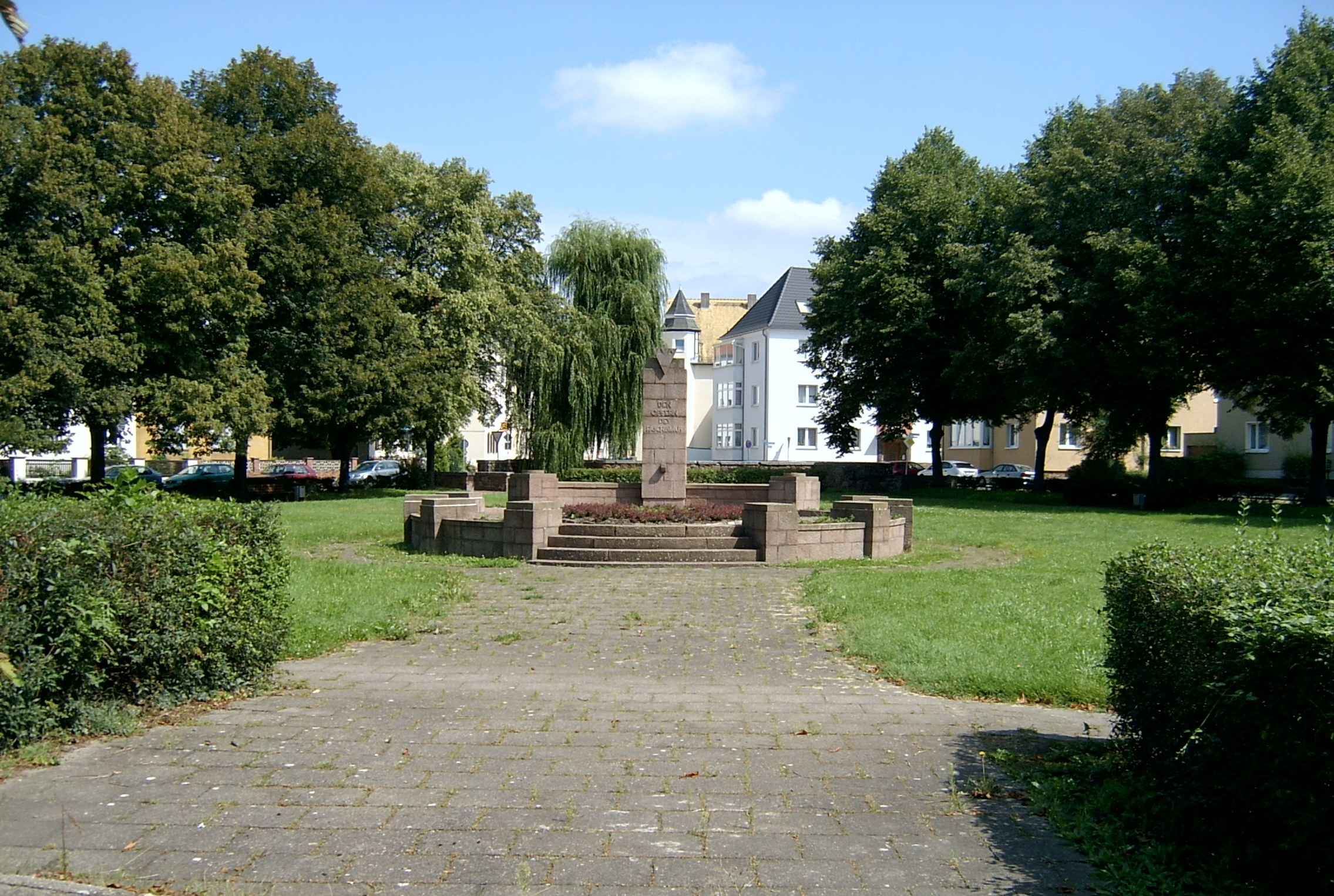
Der OdF-Platz in Köthen (Anhalt)

Bis Anfang der 1950er Jahre war in vielen Fällen nicht bekannt, wo Häftlinge auf den Todesmärschen erschossen und vergraben worden waren. Die VVN bat die Bewohner der betroffenen Ortschaften um Angaben und konnte durch Zuschriften so bis 1952 für die DDR Massengräber und die Routen der Todesmärsche dokumentieren. Die VVN setzte, auch gegen Widerstand örtlicher Verwaltungen, die Errichtung von Grabmälern und Gedenktafeln im ganzen Land durch.

### Hauptausschuss Opfer des Faschismus
In Berlin gründet sich am 14. Juni 1945 in den Räumen des Funkhauses der Hauptausschuss Opfer des Faschismus um den Widerstandskämpfer und Mitglied des Magistrats Ottomar Geschke (KPD). Dieser hatte, wie alle Organisationen bis zur Teilung Deutschlands einen gesamtdeutschen Anspruch, konnte jedoch vor allem in der SBZ wirken, da er von dieser anerkannt und unterstützt wurde.
Der anfängliche gesamtdeutsche Anspruch zeigt sich an den Gründungsmitgliedern, die aus verschiedenen, auch sich später feindselig begegnenden politischen Spektren kamen. Darunter waren unter anderem: der sozialdemokratische Widerstand gegen das NS-Regime (Otto Brass, Gustav Dahrendorf), bürgerliche Widerstandskreise (Hildegard Staehl, Andreas Hermes, Hermann Landwehr, Theodor Stelzer), christlicher Widerstand (Pfarrer Heinrich Grüber), linke Intellektuelle im Widerstand (Robert Havemann), und sogenannte „Rasseverfolgte“, womit die jüdischen Widerstandskämpfer gemeint waren (Julius Meyer). Die Vorsitzenden des Hauptausschusses Geschke und Margarete Jung kamen aus dem kommunistischen Widerstand.
Nach Gründung des Hauptausschusses wurden bis Ende Oktober in allen noch fehlenden Städten und Landkreisen Ausschüsse der Opfer des Faschismus gegründet, so dass diese in der SBZ flächendeckend bestanden.

### Die Ausschüsse in der sowjetischen Besatzungszone
Viele Ausschüsse entstanden spontan und wurden von Nazigegnern und ehemals Verfolgten gegründet. Insbesondere in Leipzig, Halle und Thüringen, Regionen die zunächst von amerikanischen Truppen befreit worden waren, hatten diese Bestand bis zur Überführung in die Sowjetische Besatzungszone. Anschließend wurden die Ausschüsse auf Anweisung der sowjetischen Militäradministration in die Stadtverwaltungen und in deren Sozialausschüsse angegliedert. Eine weitere Eigenständigkeit wurde, beispielsweise in Leipzig, nicht geduldet.

### Anerkennung der Opfer des Faschismus und Widerstandskämpfer
In der sowjetischen Besatzungszone und ab 1949 in der DDR gab es genaue Kriterien, um als anerkanntes Opfer des Faschismus zu gelten. Sofort nach Kriegsende wurden je nach Region und Stadt Sozialleistungen gewährt. In den Nachkriegsjahren verstetigte sich dies, bis schließlich die Ehrenpension daraus hervorging, die als VdN-Rente bezeichnet wurde und die für Berufstätige als Teilrente neben dem Gehalt gezahlt wurde. Weitere Regelungen wie eine jährliche Gesundheitsüberprüfung und Regelungen für die Ausbildung der Kinder kamen hinzu. Eine von den Opfern des Faschismus unterschiedene Gruppe waren die Kämpfer gegen den Faschismus. Beide Gruppen zusammen galten als Verfolgte des Naziregimes (VdN).

#### Von Kriegsende bis September 1945
Im Mai 1946 waren in der sowjetischen Besatzungszone 15.536 Personen als Kämpfer gegen den Faschismus und 42.287 als Opfer des Faschismus anerkannt. In den ersten Monaten nach Kriegsende wurde nur ein kleiner Kreis von Personen, mit großen Variationen je nach Stadt und Region, anerkannt. Vornehmlich wurden Angehörige der KPD, der Gewerkschaften, der proletarischen Organisationen und des organisierten Widerstands als OdF anerkannt. Nicht anerkannt wurden große Gruppen wie beispielsweise Sinti und Roma, Homosexuelle, Zeugen Jehovas, „Arbeitsbummelanten“. Juden wurden erst ab September 1945 anerkannt. Begründet wurde die starke Einschränkung mit Geldmangel. Dazu schrieb die "Deutsche Volkszeitung", das Leitmedium der SBZ, am 1. Juli 1945:

„Opfer des Faschismus sind Millionen Menschen, all diejenigen, die ihr Heim, ihre Wohnung, ihren Besitz verloren haben. Opfer des Faschismus sind die Männer, die Soldaten werden mußten und in die Bataillone Hitlers eingesetzt wurden, sind alle, die für Hitlers verbrecherischen Krieg ihr Leben geben mußten. Opfer des Faschismus sind die Juden, die als Opfer des Rassenwahns verfolgt und ermordet wurden, sind die Bibelforscher und die „Arbeitsvertragssünder“. Aber soweit können wir nicht den Begriff „Opfer des Faschismus“ ziehen. Sie haben alle geduldet und Schweres erlitten, aber sie haben nicht gekämpft.“

#### Ab Oktober 1945, Anerkennung von Juden als OdF
Die Praxis der Nichtanerkennung insbesondere jüdischer Verfolgter führte zu heftigen Konflikten auf dem ersten Kongress aller OdF-Ausschüsse der SBZ, der am 27. und 28. Oktober 1945 in Leipzig tagte. Bereits im September hatte der Hauptausschuss in Berlin erklärt, künftig auch „rassisch Verfolgte“ (vor allem Juden und Sinti und Roma), Zeugen Jehovas und Saboteure einzubeziehen. Auf dem Leipziger Kongress wurde argumentiert, dass ein gesamtdeutscher Vertretungsanspruch auch Gruppen außerhalb des politischen Widerstands einbeziehen müsse. Dennoch sprachen sich weiterhin einige Delegierte gegen die Anerkennung von Juden als OdF aus. Für die Anerkennung traten zahlreiche überlebende Juden ein, so unter anderen der jüdische Kommunist Heinz Brandt.
Opfer des Faschismus „sei der Bedeutung, dem Begriff nach, einfach jeder, jede Schicht, all diejenigen, die Aufgrund der Rasse, aufgrund der sonstigen politischen Wahnlehren der Nazis verfolgt, vernichtet und bestraft worden sind […] wobei es zunächst einmal für diesen Begriff nicht maßgeblich ist, ob diese Menschen aufgrund ihres aktiven politischen Kampfes bekämpft, vernichtet und ausgerottet wurden, sondern einfach nur deshalb, weil sie von den Nazis als passive Opfer in die KZ´s kamen“. Der Widerstandskämpfer Löwenhaupt aus Dresden bemerkte, dass er sich auf dem Kongress „wieder als Jude fühlen müsse“. Er fragte polemisch, wo diejenigen, die nach der Befreiung nicht alle Opfer der Nürnberger Rassegesetze als OdF anerkennen wollten, in den Jahren vor der Befreiung gewesen seien, und bezichtigte auch einige in den ehemaligen Konzentrationslagern Inhaftierte des Antisemitismus:

„[H]aben sie nicht gesehen, was sich überall in Deutschland abgespielt hat und waren sie nicht in den Lagern, und in den KZ´s und haben sie das nicht gesehen, wie der Jude nicht nur von den SS-Leuten und nicht nur von den BVern geschlagen wurde, sondern auch von Leuten, die jetzt den roten Winkel [Kommunisten und Sozialisten in den Lagern] tragen?“

#### Bis 1947, weitere Anerkennung
Im Zuge des Kongresses in Leipzig im September 1945 wurden viele weitere Gruppen als Opfer des Faschismus anerkannt und gelangten somit in den Genuss der staatlichen Unterstützung. Dazu zählten ab September 1945 auch alle Juden, damals bezeichnet als „Träger des Judensterns“ oder „Sternträger“, die als Zeugen Jehovas Verfolgten, die Kämpfer auf Seiten der Republik im Spanischen Bürgerkrieg, „die illegalen Kämpfer der antifaschistischen Parteien“, Arbeiterfunktionäre, die ohne Urteil hohe Haftstrafen in Lagern verbrachten, politische Emigranten, Angehörige und Hinterbliebene der Ermordeten und Hingerichteten, die illegalen Kämpfer im Untergrund, „die Männer und Frauen des 20. Juli“ und andere Widerstandskämpfer gegen Hitler. Teilweise wurden auch Fälle von Wehrkraftzersetzung anerkannt. Grundsätzlich wurden darüber hinaus alle Opfer der Nürnberger Gesetze, die im KZ waren oder als Illegale gelebt hatten, anerkannt.
Ferner wurden die wegen geringer Vergehen Verfolgten anerkannt, sogenannte Rundfunkverbrecher die feindliche Radiosender gehört hatten, „Meckerer“ und „Arbeitssaboteure“, insofern sie von den Nationalsozialisten verurteilt worden waren.
Nicht anerkannt blieben Homosexuelle, Sinti und Roma und Zwangssterilisierte, obwohl sie nach den Nürnberger Rassegesetzen als Opfergruppen definiert werden mussten. Ebenfalls nicht anerkannt blieben Deserteure und Überläufer aus den letzten sechs Kriegsmonaten. Man unterstellte, dass zu Kriegsende weniger Überzeugung als Opportunismus angesichts der Niederlage ausschlaggebend war. Nur teilweise anerkannt waren Juden aus Mischehen.
Im Zuge der großen Ausweitung der Anerkannten OdF wurde eine grundsätzliche Unterscheidung eingeführt in „Kämpfer“ und „Opfer“. Im Mai 1946 wurden Richtlinien im Erlass „Wer ist Opfer des Faschismus? Richtlinien für die Ausgabe der Ausweise“ für die SBZ definiert. Damit wurden erstmals auch Sinti und Roma als OdF anerkannt, allerdings nur mit Nachweis eines festen Wohnsitzes, was die meisten faktisch ausschloss.
Zusätzlich zu den festgelegten Kriterien, war die Gleichbehandlung als OdF abhängig von der aktuellen politischen Tätigkeit, was zum Beispiel zum Nachteil der Zeugen Jehovas in Leipzig ausfiel aber auch Menschen betraf, die trotz „sanften Drucks“ in keine Partei eintreten wollten, um sich politisch am Wiederaufbau Deutschlands zu beteiligen.
Im April 1947 schließlich wurden in der SBZ und Berlin die bis dahin geltenden Praktiken durch gesetzliche Richtlinien formalisiert.

#### Übergewicht von KPD-Mitgliedern
Aus der anfänglichen Einengung der anerkannten Opfer des Faschismus auf politische Widerstandskämpfer ergab sich ein Übergewicht an Kommunisten in vielen OdF Ortsgruppen. Innerhalb der politischen Gruppen im Untergrund in den Lagern waren sie meist die größere Gruppe als die Sozialdemokraten oder andere. Dazu schrieb der OdF Kreisausschuss Leipzig:

„Das Büro ist bei uns zum weitaus größten Teil mit Mitgliedern der kommunistischen Partei und nur teilweise mit ein oder zwei Sozialdemokraten und einigen Parteilosen besetzt. […] Die Zusammensetzung ist darauf zurückzuführen, daß der weitaus größte Teil der Leute die Arbeit vor ihrer Anstellung schon ehrenamtlich verrichtete, weil der weitaus größte Teil aus KZ’lern besteht. Das ist nicht unsere Schuld. Denn tatsächlich waren ja im KZ 90 % der politischen Gefangenen Kommunisten. Wir haben von den Leipzigern ein antifaschistisches Komitee gehabt und von den Buchenwaldern drei Mann herausgenommen und einen bürgerlichen, das war Dr. Lippert. Das war von 120 Mann in Buchenwald alles, was da war, alle anderen waren Kommunisten.“

Die organisierten Gruppen innerhalb der Lager waren von Kommunisten, Mitgliedern der KPD und im Falle nichtdeutscher Häftlinge von Mitgliedern kommunistischen Parteien ihrer Länder, dominiert. Gleichwohl begannen Versuche abzustreiten, dass Kommunisten und andere Gruppen in den KZs solidarisch zusammengearbeitet hatten. Der SPD-Vorsitzende Kurt Schumacher wurde deshalb von der VVN scharf gerügt.

## Deutsche Demokratische Republik
Mit Opfer des Faschismus wurden sowohl die Ermordeten und Toten bezeichnet, als auch die Überlebenden der Zuchthäuser, Konzentrationslager, Vernichtungslager und Widerstandskämpfer. Bereits in der sowjetischen Besatzungszone erhielten Anerkannte OdF materielle Hilfe, in der DDR erhielten sie als Verfolgte des Naziregimes oder Kämpfer gegen den Faschismus eine höhere Rente und zahlreiche Vergünstigungen. Der Tag der Opfer des Faschismus war ein offizieller Gedenktag, an dem sich insbesondere in Berlin auf dem Bebelplatz regelmäßig um die 100.000 Menschen beteiligten. Die Führung der DDR, insbesondere das Zentralkomitee der SED, sah sich in der Tradition der Opfer des Faschismus, insbesondere des organisierten Widerstands in den Konzentrationslagern, unter anderem in Buchenwald.
Ab 1947 war die VVN Träger des OdF-Tages. Nach ihrer Auflösung der VVN in der DDR 1953 führte das Komitee der Antifaschistischen Widerstandskämpfer gemeinsam mit der Nationalen Front und der SED den OdF-Tag weiter.

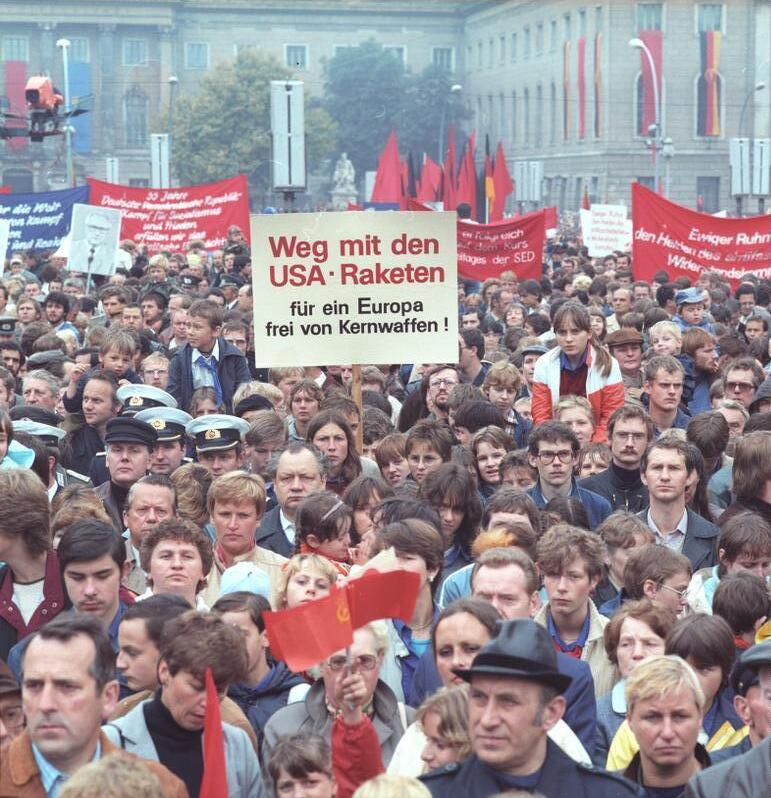
Kundgebung zum Tag der Opfer des Faschismus, Bebelplatz, Ost-Berlin, 1984

Ab den späten 1940er Jahren beging die VVN jährlich einen „Tag der jungen Widerstandskämpfer“. Das Datum lag um den 22. Februar, dem Todestag der Geschwister Scholl. Ab den frühen 1950er Jahren wurde jedoch die Erinnerung an sie auf Betreiben der SED zurückgedrängt, mit der Begründung, sie hätten sich erst nach der Schlacht von Stalingrad gegen Hitler gewandt. Dies traf in der VVN nicht auf allgemeine Zustimmung. Ab Mitte und Ende der 1950er Jahre verschwand der jüdische, christliche und bürgerliche Widerstand zunehmend aus dem Gedenken in der DDR. Nach dem letzten Tag zur Ehrung der Geschwister Scholl 1952 in der DDR wurde der zweite Sonntag im September der zentrale Gedenktag der VVN. In den Städten und Regionen gab es zudem lokale Gedenktage wie den Befreiungstag seit 1948 in Weimar (KZ Buchenwald).

## Bundesrepublik Deutschland und West-Berlin
In den Westzonen wurde der Tag der Opfer des Faschismus in den ersten Nachkriegsjahren noch mit staatlicher Unterstützung und landesweit begangen. Im Zuge des Kalten Krieges wurde der Tag in der DDR zum offiziellen Gedenktag und in der Bundesrepublik zunehmend verfemt. 1952 wurde er durch den Volkstrauertag ersetzt. Ab 1996 trat im vereinigten Deutschland in Konkurrenz der 27. Januar als Tag des Gedenkens an die Opfer des Nationalsozialismus bezogen auf den Tag der Befreiung des Vernichtungslagers Auschwitz-Birkenau hinzu.
Trotz staatlicher Repressionen wurde der Tag der OdF in einigen Städten weiter begangen. In Frankfurt am Main wurden die Teilnehmer des OdF-Tages 1951 von der Polizei mit Wasserwerfern vertrieben, was zu einem Skandal führte. In anderen Städten wie West-Berlin verhinderten oft größere Polizeiaufgebote, dass Teilnehmer des OdF-Tages Kränze ablegen konnten. Den Höhepunkt erreichte die Repression in den Jahren von 1959 bis 1962 während des Verbotsverfahrens gegen die Vereinigung der Verfolgten des Naziregimes. Als das Verfahren schließlich platzte – der führende Richter wurde als Nazi überführt – endeten Kriminalisierung und Repression, wiewohl bis in die späten 1960er Jahre immer wieder Gedenkfeiern behindert wurden.

## Österreich
Gegründet nach der Befreiung Österreichs 1945 als überparteilicher Zusammenschluss der Widerstandskämpfer und Opfer des Faschismus, vereint der KZ-Verband/Verband der AntifaschistInnen (VdA) über seine Landesverbände heute die letzten noch lebenden Widerstandskämpfer, Opfer und deren Hinterbliebene sowie die jüngeren Generationen von Antifaschisten. Der KZ-Verband/VdA ist aktiv in der Interessensvertretung der Opfer des Faschismus von 1933 bis 1945 laut Opferfürsorgegesetz (OFG), in der Gedenk- und Erinnerungsarbeit und im Kampf gegen Neofaschismus und Rechtsextremismus. Die einzelnen Landesverbände sind Teil des Bundesverbands österreichischer AntifaschistInnen, WiderstandskämpferInnen und Opfer des Faschismus (KZ-Verband/VdA).